# Lana Lux

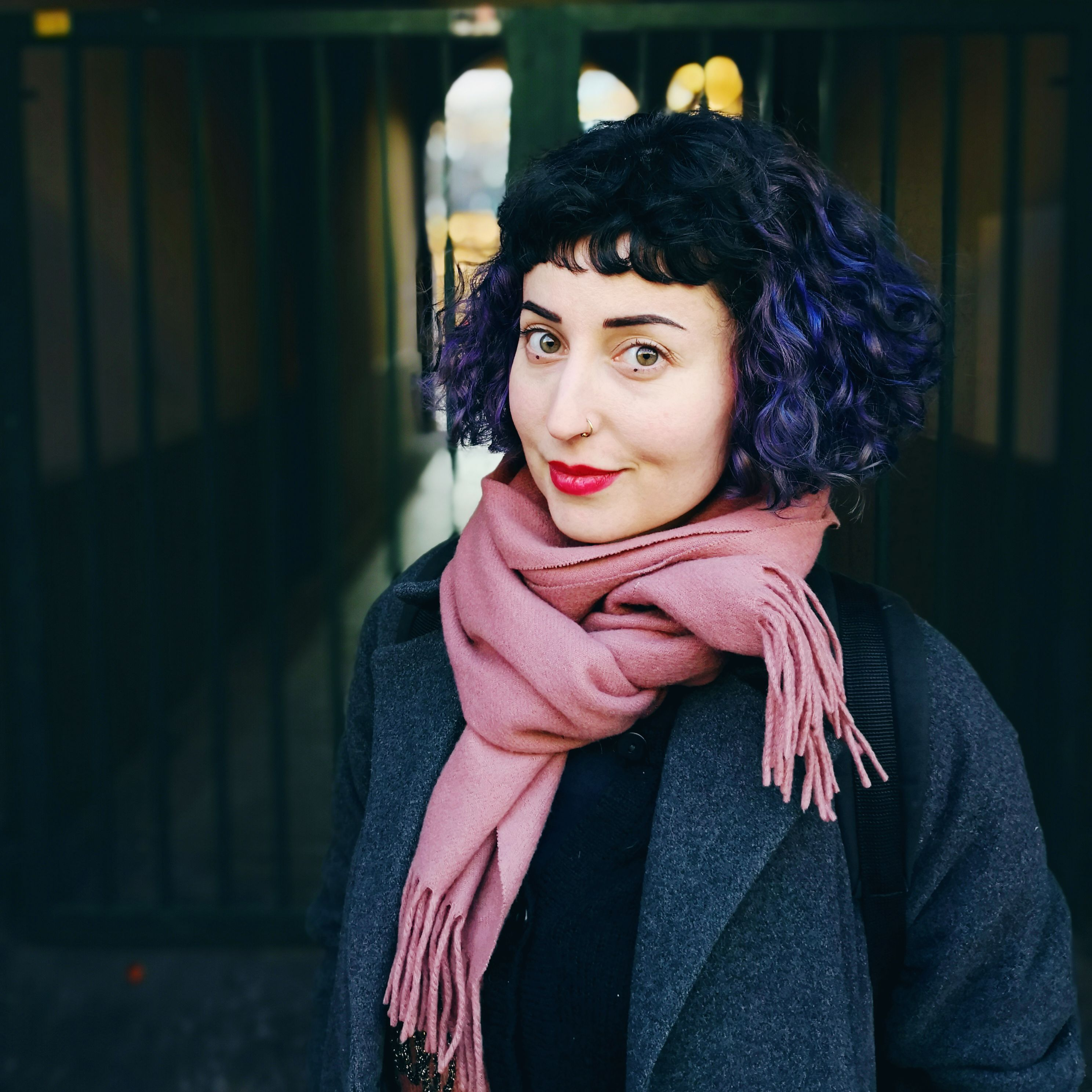
Lana Lux

Lana Lux (geb. 22. November 1986 in Dnipropetrowsk, Ukrainische SSR, Sowjetunion) ist eine deutschsprachige Schriftstellerin, Illustratorin und Schauspielerin ukrainisch-jüdischer Herkunft.

## Leben
Lana Lux ist ein Künstlername. Lux wuchs in Dnipropetrowsk, einer größtenteils russischsprachigen Großstadt in der Zentralukraine, auf. Sie erhielt seit ihrer frühen Kindheit Geigen- und Gesangsunterricht. Nach dem Zerfall der Sowjetunion plante die Familie zunächst die Auswanderung nach Israel, reiste jedoch 1996 nach Deutschland als jüdische Kontingentflüchtlinge aus. Nach einigen Wochen in einem Flüchtlingsheim zog die Familie nach Gelsenkirchen, wo Lux Deutsch lernte, die Grundschule und das Gymnasium absolvierte. Sie machte 2007 Abitur und studierte zunächst Ökotrophologie in Mönchengladbach. Später machte sie eine Schauspielausbildung am Michael-Tschechow-Studio in Berlin. Seit 2010 lebt sie zusammen mit Ehemann und Tochter in Berlin und arbeitet als Autorin und Illustratorin.

## Werk
Bekanntheit erlangte Lux zunächst in der jüdischen Community in Deutschland durch ihren Blog 52 Schabbatot. Der Blog war zunächst nur als Dokumentation von Lux’ performativem Projekt 52 Schabbatot gedacht, in welchem sie das Jahr 2016 hindurch die jüdischen Gebote und Verbote des Ruhetages Schabbat im Rahmen einer Challenge einhielt. Die Challenge sei „ein Weg gewesen, sich »bewusst und kritisch« mit Religion auseinanderzusetzen“, wie sie im Interview mit der Jüdischen Allgemeinen sagte. Auf ihrem Blog veröffentlichte Lux teils autobiographisch gefärbte, teils fiktive Kurzgeschichten, Erzählungen und Essays sowie die dazugehörigen Illustrationen. 
2017 erschien ihr vielbeachtetes Debüt „Kukolka“ im Aufbau Verlag, das in mehrere Sprachen übersetzt wurde. Ihr von der Kritik durchweg positiv aufgenommener Roman erzählt die Coming-of-Age-Geschichte des ukrainischen Waisenkindes Samira, das sich zunächst in der postsowjetischen Ukraine als Mitglied einer Kinderbande durchschlägt, um dann über Irrwege an ihr Traumziel Berlin zu gelangen. In Berlin erwartet sie jedoch nicht die von einem deutschen Ehepaar adoptierte Freundin aus dem Kinderheim, sondern ein Netz aus Menschenhandel, Macht und Missbrauch, aus dem sie sich jedoch befreien kann.
Im März 2020 erschien im Aufbau Verlag ihr Roman „Jägerin und Sammlerin“. Das mehrperspektivisch angelegte Werk erzählt in seinem ersten Teil zunächst, wie die heranwachsende Alisa im Erbrechen und Hungern das einzige Ventil für den familiären und gesellschaftlichen Erwartungsdruck findet und so immer tiefer in einer Flut aus Depression und Bulimie versinkt. Der zweite Teil des Romans nimmt dann die Perspektive Tanyas, ihrer schönen Mutter, ein, die nach dem Kontaktabbruch durch ihre Tochter Bilanz des eigenen Lebens zieht.
Auch der zweite Roman erfuhr eine positive Resonanz im Feuilleton, so lobte eine Rezensentin der TAZ „den unbefangenen Tonfall, der die Lesenden in die Geschichte einführt, die immer düsterer wird.“ Hannah Lühmann konstatierte in der Welt: „Die präzise, unprätentiöse Wärme und das unglaubliche Talent für Spannung, die Lana Lux' Erzählungen ausmachen, kriegen einen: Man verschlingt dieses Buch genauso, wie man Kukolka verschlungen hat.“
Ihre Illustrationen veröffentlicht Lux seit 2019 auf dem Instagram-Account eva_and _her_demons, wo sie in ihren Cartoons das Leben mit Depression und Ängsten thematisiert. Im Jahr 2020 gestaltete Lux das jährliche Journal des Literaturforums im Brechthaus.
Der Roman „Geordnete Verhältnisse“ erschien im Februar 2024 bei Hanser Berlin. Maja Beckers fasst in Die Zeit zusammen: „Geordnete Verhältnisse ist die Geschichte einer Liebe, die zur Obsession wird und die schließlich in einem Verbrechen endet, das man früher Beziehungstat genannt hat. Heute würde man sagen: ein Femizid.“
Lux' dritter Roman erzählt die Geschichte einer besondere Freundschaft. Einer Beziehung, die zunehmend obsessiv und toxisch wird. Die Geschichte einer Frau, die sich weigert, zum Eigentum eines Mannes zu werden und die dieses Mannes, der von den Dämonen seiner traumatischen Kindheit getrieben in eine Welt des wahnhaften Hasses abgleitet.
Marie-Luise Goldmann schreibt über den Roman in der Welt am Sonntag: „Mit Faina und Philipp trifft man eines der originellsten Paare der Gegenwartsliteratur.“
Valentin Wölflmaier bemerkt in seiner Rezension für Deutschlandfunk Büchermarkt „Mit viel Sinn fürs Detail verhandelt Lana Lux Fragen von Herkunft, Armut und Identität.“

## Lux’ Werk im Spiegel der Literaturwissenschaft
Die literaturwissenschaftliche Rezeption des Werks von Lana Lux zeigt ein breites Spektrum an Interpretationsansätzen, die verschiedene thematische und theoretische Schwerpunkte setzen. Insbesondere wird Lux’ Roman Kukolka in den Kontext der Adoleszenzliteratur eingeordnet und hinsichtlich seiner interkulturellen und postkolonialen Dimensionen analysiert. Neben der Auseinandersetzung mit Migrationserfahrungen und europäischen Grenzdiskursen thematisieren Forschende auch die Transformation von Utopie zu Dystopie sowie die Konstruktion von Heterotopien im Sinne Michel Foucaults. Darüber hinaus rücken Fragen der Raumerfahrung und literarischen Transitorik in den Fokus, während die Darstellung Deutschlands als utopischer Fluchtpunkt kritisch reflektiert wird. Die folgenden Abschnitte geben einen groben Überblick über zentrale literaturwissenschaftliche Positionen zur Rezeption von Lana Lux’ Werk.

### Adoleszenzliteratur
Julian Osthues und Jennifer Pavlik ordnen Lana Lux’ Werk in die Gattung der „Adoleszenzliteratur“ ein, wobei laut der Autoren, diese Texte „eine grundlegende Affinität zu interkulturellen und postkolonialen Problem- und Fragestellungen besitzen, die seit der Jahrtausendwende zunehmend auch in der deutschsprachigen Gegenwartsliteratur verhandelt werden und (nicht nur, aber) häufig in der Auseinandersetzung mit Phänomenen erzwungener Migration (Flucht, Krieg, Vertreibung) zu beobachten sind, wodurch die Texte auf aktuelle, globale und politische Ereignisse reagieren.“

### Transformation zwischen Utopie und Dystopie
Annabelle Jänchen analysiert Lux’ Werk vor dem Hintergrund von Europa-Bildern und einem europäischen Grenzdiskurs, wobei Flucht und Migration besonders im Fokus stehen.
„Die Figuren, die Lux entwirft, wachsen in der Ukraine auf und entwickeln dort schon als junge Menschen eine Heile-Welt-Fantasie vom ‚Goldenen Westen‘ […] Ihr ganzes Leben und Sein strebt westwärts, an einen utopischen, mythisch überhöhten Sehnsuchtsort. Diese Konzeption entspricht den Definitionen von Utopien, wie etwa Karl Mannheim sie formuliert.“
Allerdings erkennt Jänchen in dem Grenz- bzw. Übergangsdiskurs, bei dem durch den Grenzübergang den Kipppunkt von der Utopie in die Dystopie erkennt.
„Wird die Grenze überschritten und die Utopie zur Realität, entsteht ein Paradox, denn der Ort, an dem sich die Figuren nun befinden, existiert definitionsgemäß ‚nicht‘. An seine Stelle tritt in den hier untersuchten Romanen mit der Dystopie – dys- ‚schlecht‘, -tópos ‚Ort‘ – ein in der Realität existierender Ort: das tatsächliche Europa. An diesem Ort ist die Protagonistin Samira bald so unglücklich, dass sie sich sogar in die Ukraine zurückwünscht.“
Jänchen sieht diese Transformation auch durch den Namenswechsel der Protagonistin symbolisiert:
„Die Transformation findet sich auch in ihrem Namen: In der Ukraine war sie Kukolka (Püppchen), in Deutschland wird sie zu Krysa (Ratte) (vgl. KK, 358). Mit der Überschreitung der vermeintlichen Ost-West-Grenze löst sich auch die Dichotomie von Ost und West auf, denn die Hoffnungen auf das bessere Leben in Deutschland bleiben unerfüllt.“

### Kukolka im Lichte Michel Foucaults
Nathalie Kónya-Jobs deutet im Roman Kukolka „Samiras Phantasmagorie von Deutschland als heterotopes Sinnzentrum des Textes.“ Sie verweist dabei auf Michel Foucaults Konzept der Heterotopologie, die er in seinem Aufsatz Andere Räume (Erstfassung 1967) entwickelte.

### Modi der Raumerfahrung
Roman Kabelik analysiert Kukolka vor dem theoretischen Hintergrund literarischer Transitorik im Sinne raumzeitlicher Bewegungsdynamiken.
„Durch die kindliche Sicht der Dinge entwirft der Roman eine schonungslose Ästhetik kultureller Praktiken in armutsgefährdeten Situationen und dem darin möglichen Handlungsspektrum. Asymmetrische Machtverhältnisse übersetzt die Erzählung in eine patriarchale Transitorik, die die Bewegungen armer junger Mädchen steuert. Den finalen Kontrapunkt setzt Olga, die Samira nach ihrer Flucht im Linienbus aufnimmt und zu verschiedenen Gelegenheiten chauffiert, ohne ihr etwas abpressen zu wollen.“

### Deutschlandbild
„Deutschland ist der utopische Fluchtpunkt des Debutromans Kukolka von Lana Lux.“ Janine Ludwig analysiert die Deutschlandbilder des Romans, wobei sie von fünf „Teilwelten“ ausgeht, die jeweils von den Perspektiven der verschiedenen Romanfiguren repräsentiert werden. Ferner verweist Ludwig auch auf die Ost-West-Dichotomie der Erzählung, symbolisiert durch die zwei Barbiepuppen der Protagonistin: „,die echte’ glamouröse deutsch und die ,billige Kopie’ aus der Ukraine, die selbst mit den schönen Kleidern der anderen sich nicht in diese verwandeln kann- in einem symbolischen Akt lässt sie die ukrainische von einem Auto überfahren und enthaupten.“